# StartOS
StartOS (förr Ylmf OS) är ett operativsystem baserat på Linuxdistributionen Ubuntu. StartOS användargränssnitt liknar Microsoft Windows XP och Windows Vistas. Man kan installera Ylmf OS 3.0 med Wubi-hd, för nyare versioner finns det en egen gjord installerare. Linuxkärnan 2.6.38 följer med Ylmf OS 4.0.

## Versioner
- 1.0 (baserat på Ubuntu 9.04)
- 1.15 (baserat på Ubuntu 9.04)
- 1.5 (baserat på Ubuntu 9.10)
- 2.0 (baserat på Ubuntu 9.10)
- 3.0 baserat påUbuntu 10.04 LTS)
- 4.0 (baserat på Xiange Linux)
- 5.0 (beta, från och med  5.0 ändrades namnet från "Ylmf OS" till "StartOS")
- 5.1 (2013,baserat på Ubuntu 12.04 LTS ?)
- 6.0 (2013, beta)